# Phu Thai
Die Phu Thai (thailändisch ชาวผู้ไท; laotisch: ຊາວຜູ້ໄທ; vietnamesisch Pu Thay) sind eine Volksgruppe in Südostasien. Sie gehören zur Familie der Tai-Völker. Ihr Siedlungsgebiet erstreckt sich über Teile Vietnams, Laos’ und Thailands. Ihre Sprache gehört zu den südwestlichen Tai-Sprachen und ist eng mit dem Laotischen verwandt, unterscheidet sich aber doch deutlich von diesem.
In Laos leben gemäß der Volkszählung 2005 187.000 Phu Thai. Ihre Siedlungsgebiete bilden zumeist Inseln in dem von ethnischen Lao besiedelten Gebiet. Sie finden sich in den zentral- und südlaotischen Provinzen Bolikhamsai, Savannakhet, Khammuan, Salavan, Xieng Khouang und Champasak. Die Phu Thai siedeln typischerweise etwas höher als die ethnischen Lao, etwa in Hochtälern oder am Fuß von Hügeln und Bergen. Dennoch werden sie zu staatlich definierten Kategorie der Lao Loum („Tiefland-Laoten“) gezählt.
In Vietnam werden die Phu Thai als Teil der Thái-Nationalität betrachtet, zu dem der Staat die Tai-Gruppen, die südwestliche Taisprachen sprechen, zusammenfasst. Im Jahr 2002 wurde die Zahl der Phu-Thai-Sprecher in Vietnam auf 209.000 geschätzt. Sie siedeln vorwiegend in den an Laos grenzenden nördlichen Zentralprovinzen Hà Tĩnh und Nghệ An.
In der ersten Hälfte des 19. Jahrhunderts migirierte eine größere Zahl von Phu Thai auf das Gebiet des heutigen Thailand, namentlich in dessen Nordostregion, den Isan. Eine Erhebung des Instituts für Sprachen und Kulturen Asiens der Mahidol-Universität gab die Zahl der Phu Thai in Thailand im Jahr 2006 mit 470.000 an. Siedlungsgebiete der Phu Thai befinden sich in den Provinzen Sakon Nakhon, Kalasin, Mukdahan, Nakhon Phanom, Udon Thani, Yasothon, Amnat Charoen und Roi Et. Auch dort bilden die Phu Thai Siedlungsinseln, die vom Siedlungsgebiet der ethnischen Lao (khon isan) umgeben sind, mit denen es eine starke Interaktion, aber in der Regel keine Vermischung gibt. Fast alle Phu Thai in Thailand geben an, neben ihrer eigenen Sprache auch Lao (bzw. phasa isan) zu sprechen, die jüngeren und höher gebildeten verstehen auch Zentral- (Standard-)Thai. Damit ist aber bislang kein Rückgang der Verbreitung der Phu-Thai-Sprache einhergegangen. Die Phu Thai identifizieren sich oftmals auch als (eine Art) Thai: Phu Thai und Thai zu sein schließt sich für sie nicht aus.